# 富山ハンドボーラーズDAY
富山ハンドボーラーズDAY（とやまはんどぼーらーずでい）は、日本の富山県で毎年11月に行われるハンドボールイベント。

## 富山ハンドボーラーズDAY2019
富山ハンドボーラーズDAY2019公式HP = 公式ウェブサイト

### 【出場チーム】
筑波大学

日本体育大学

明治大学

富山ドリームス（上記3つの大学の富山県出身者で構成されたチーム）

### 富山ドリームス2019メンバー
００　窪田礼央　（くぼた　れお）日体大１年　氷見高校出身

　１　横山翔太　（よこやま　しょうた）日体大４年　高岡向陵高校出身

　３　前　拓実　（まえ　たくみ）日本大４年　高岡向陵高校出身

　４　中田凌河　（なかだ　りょうが）日体大４年　高岡向陵高校出身

　５　朝野翔一朗（あさの　しょういちろう）筑波大２年　氷見高校出身

　６　平井龍斗　（ひらい　りゅうと）明治大２年　氷見高校出身

　８　服部流征　（はっとり　りゅうせい）法政大４年　高岡向陵高校出身

　９　中村有哉　（なかむら　ゆうや）明治大２年　氷見高校出身

１０　平井亮多　（ひらい　りょうた）大同大３年　高岡向陵高校出身

１１　千葉亮輔　（ちば　りょうすけ）大同大４年　高岡向陵高校出身

１２　駒澤陸人　（こまざわ　りくと）環太平洋大４年　高岡向陵高校出身

１３　八木泰陸　（やぎ　ひろみち）中京大１年　氷見高校出身

１４　金岡宙斗　（かなおか　ひろと）高岡向陵高校３年

１５　村藤空吾　（むらとう　くうご）高岡向陵高校３年

１６　戸谷崇志　（とだに　たかし）青山学院大１年　氷見高校出身

１９　朝野暉英　（あさの　あきひで）氷見高校３年

２４　安平光佑　（やすひら　こうすけ）日体大１年　氷見高出身

３４　清水裕翔　（しみず　ひろと）明治大１年　氷見高校出身